# Phasmahyla exilis
Espèce
Synonymes
- Phyllomedusa exilis Cruz, 1980

Statut de conservation UICN

 LC  : Préoccupation mineure
Phasmahyla exilis est une espèce d'amphibiens de la famille des Phyllomedusidae.

## Répartition
Cette espèce est endémique du Brésil. Elle se rencontre dans l'État de l'Espírito Santo à Santa Teresa et à Cariacica et dans l'État de Bahia à Jussari.

## Description
Le mâle holotype mesure 34,5 mm.

## Publication originale
- Cruz, 1980 : Descrição de uma nova espécie de Phyllomedusinae do Estado do Espírito Santo, Brasil (Amphibia, Anura, Hylidae). Revista Brasileira de Biologia, vol. 40, no 4, p. 683-687 (texte intégral).